# Свищевский район
Свищёвский райо́н — административно-территориальная единица в РСФСР, существовавшая в 1935—1959 годах. Административный центр — село Свищёвка.

## География
В Пензенской области район располагался в западной части, юго-восточнее города Белинский.

## История
Район был образован 25 января 1935 года в составе Куйбышевского края в результате разукрупнения Чембарского района.
С 1936 года район в составе Куйбышевской области, с 27 ноября 1937 года — в Тамбовской области.
4 февраля 1939 года передан в состав вновь образованной Пензенской области (население района составляло 28 003 чел.).
12 октября 1959 года район был упразднён, его территория вошла в состав Белинского района, Бековского и Каменского районов.